# Zoltán Fábián
Zoltán Fábián (n. 30 ianuarie 1926, Nyíregyháza, Ungaria – d. 2 mai 1983, Szentendre, Pesta, Ungaria) a fost un scriitor maghiar.
În 1952, a primit Premiul Attila József.
În limba română, romanul lui Kulin György și Fábián Zoltán Üzen a nyolcadik bolygó a fost tradus de Eugen Hadai și publicat ca Mesajul celei de-a opta planete în Colecția „Povestiri științifico-fantastice” nr. 263-268 din 1966. Un alt roman al celor doi scriitori, Az ellentmondások bolygója, a fost tradus ca Planeta contradicțiilor în Colecția „Povestiri științifico-fantastice” nr. 368-371 din 1970.

## Legături externe
- Zoltán Fábián

## Vezi și
- Științifico-fantasticul în Ungaria